# ناحية مركز قدسيا
ناحية مركز قدسيا إحدى نواحي سوريا تتبع إداريّاً لمحافظة ريف دمشق منطقة قدسيا ومركزها مدينة قدسيا، بلغ تعداد سكان الناحية 64,412 نسمة حسب التعداد السكاني لعام 2004.

## بلدات وقرى ناحية مركز قدسيا
أشرفية الوادي، بسيمة، الهامة، جمرايا، جديدة الوادي، ضاحية قدسيا، قدسيا.